# Hydrochus currani
Hydrochus currani är en skalbaggsart som beskrevs av Brown 1929. Hydrochus currani ingår i släktet Hydrochus och familjen gyttjebaggar. Inga underarter finns listade i Catalogue of Life.